# Jaak Joala
Jaak Joala, né le 26 juin 1950 à Viljandi, mort le 25 septembre 2014 à Tallinn, est un chanteur estonien, membre du groupe Virmalised, en tant que chanteur et bassiste, avant d'entrer dans le top cinq des artistes de la scène musicale dans les années 1980 et d'acquérir le surnom de « Rossignol du Kremlin » du fait de ses nombreux enregistrements en russe et de ses tournées dans les pays du bloc soviétique. Il fut à plusieurs reprises lauréat du festival de télévision Chanson de l'Année. Son répertoire inclut de nombreuses compositions de Raimonds Pauls. Il a plus tard renoncé à la chanson pour se consacrer à ses activités d'enseignant et de producteur.
Il meurt à Tallinn à l'âge de 64 ans et est inhumé au cimetière boisé de Tallinn. 

## Récompenses et distinctions
- Ordre de l'Étoile blanche d'Estonie de 4e classe, 2010[5]